# چاه اسماعیل حسن
چاه اسماعیل حسن یا چاه مالداری اسماعیل حسن روستایی در دهستان چشمه زیارت بخش مرکزی شهرستان زاهدان استان سیستان و بلوچستان ایران است.

## جمعیت
بر پایه سرشماری عمومی نفوس و مسکن در سال ۱۳۹۵ جمعیت این روستا ۱۲ نفر (۴خانوار) بوده‌است.